# Pająki Malty
Pająki Malty, araneofauna Malty – ogół taksonów pajęczaków z rzędu pająków, których występowanie stwierdzono na terytorium Malty.
Do 2024 roku na terenie Malty stwierdzono 183 gatunki pająków z 34 rodzin.

## Podrząd:Opisthothelae

### Lejkowcowate(Agelenidae)
Z Malty wykazano:
- Lycosoides coarctata
- Lycosoides flavomaculata
- Tegenaria dalmatica
- Tegenaria pagana
- Tegenaria parietina

### Sidliszowate(Amaurobiidae)
Z Malty wykazano:
- Amaurobius erberi

### Motaczowate(Anyphaenidae)
Z Malty wykazano:
- Anyphaena sabina

### Krzyżakowate(Araneidae)
Z Malty wykazano:

- Agalenatea redii
- Araneus angulatus – krzyżak rogaty
- Araneus quadratus – krzyżak łąkowy
- Argiope bruennichi – tygrzyk paskowany
- Argiope lobata
- Argiope trifasciata
- Cyclosa insulana
- Cyrtophora citricola
- Hypsosinga albovittata
- Larinioides cornutus
- Larinioides suspicax
- Lipocrea epeiroides
- Mangora acalypha
- Neoscona subfusca
- Siwa dufouri
- Zygiella atrica
- Zygiella x-notata – liścianek sektornik

### Zbrojnikowate(Cheiracanthiidae)
Z Malty wykazano:
- Cheiracanthium angulitarse
- Cheiracanthium mildei
- Cheiracanthium pennyi

### Aksamitnikowate(Clubionidae)
Z Malty wykazano:
- Porrhoclubiona leucaspis
- Porrhoclubiona vegeta

### Ciemieńcowate(Dictynidae)
Z Malty wykazano:
- Brigittea civica
- Brigittea latens
- Dictyna pusilla
- Marilynia bicolor
- Nigma puella
- Nigma walckenaeri

### Komórczakowate(Dysderidae)
Z Malty wykazano:
- Dysdera crocata – komórczak okazały
- Dysdera kollari
- Dysdera lagrecai
- Harpactea sicula

### Filistatidae
Z Malty wykazano:
- Filistata insidiatrix

### Worczakowate(Gnaphosidae)
Z Malty wykazano:

- Anagraphis ochracea
- Anagraphis pallens
- Aphantaulax cincta
- Aphantaulax trifasciata
- Drassodes cupreus
- Drassodes lapidosus – knap podkamiennik
- Drassyllus pusillus
- Gnaphosa lugubris
- Haplodrassus dalmatensis
- Haplodrassus rufipes
- Haplodrassus signifer
- Heser nilicola
- Kishidaia conspicua
- Leptodrassus albidus
- Marinarozelotes barbatus
- Marinarozelotes lyonneti
- Micaria coarctata
- Micaria formicaria
- Nomisia exornata
- Nomisia recepta
- Poecilochroa loricata
- Pterotrichina elegans
- Scotophaeus blackwalli
- Scotophaeus scutulatus
- Zelotes callidus
- Zelotes poecilochroaeformis
- Zelotes tenuis

### Osnuwikowate(Linyphiidae)
Z Malty wykazano:

- Acartauchenius insigniceps
- Agyneta rurestris
- Alioranus pauper
- Araeoncus humilis
- Diplocephalus graecus
- Erigone dentipalpis
- Erigone longipalpis
- Hybocoptus corrugis
- Mermessus denticulatus
- Microctenonyx subitaneus
- Microlinyphia pusilla
- Neriene furtiva
- Ostearius melanopygius
- Palliduphantes melitensis
- Pelecopsis inedita
- Syedra parvula
- Tenuiphantes herbicola
- Tenuiphantes tenuis

### Obniżowate(Liocranidae)
Z Malty wykazano:
- Agraecina lineata
- Mesiotelus tenuissimus

### Pogońcowate(Lycosidae)
Z Malty wykazano:
- Alopecosa albofasciata
- Alopecosa canaricola
- Arctosa lacustris
- Hogna ferox
- Lycosa tarantula – tarantula włoska
- Pardosa hortensis
- Pardosa proxima

### Naśladownikowate(Mimetidae)
Z Malty wykazano:
- Ero aphana
- Ero flammeola

### Trawnikowcowate(Miturgidae)
Z Malty wykazano:
- Zora manicata

### Nemesiidae
Z Malty wykazano:
- Nemesia arboricola
- Nemesia cominensis
- Nemesia maltensis

### Oecobiidae
Z Malty wykazano:
- Oecobius maculatus
- Oecobius navus

### Oonopidae
Z Malty wykazano:
- Silhouettella loricatula

### Palpimanidae
Z Malty wykazano:
- Palpimanus punctatus

### Ślizgunowate(Philodromidae)
Z Malty wykazano:
- Philodromus lividus
- Philodromus rufus
- Pulchellodromus bistigma
- Pulchellodromus glaucinus
- Pulchellodromus pulchellus
- Thanatus vulgaris

### Nasosznikowate(Pholcidae)
Z Malty wykazano:
- Pholcus opilionoides
- Pholcus phalangioides – nasosznik trzęś
- Spermophora senoculata
- Spermophorides mediterranea

### Darownikowate(Pisauridae)
Z Malty wykazano:
- Pisaura mirabilis – darownik przedziwny
- Pisaura quadrilineata

### Skakunowate(Salticidae)
Z Malty wykazano:

- Aelurillus luctuosus
- Aelurillus monardi
- Aelurillus schembrii
- Ballus armadillo
- Chalcoscirtus infimus
- Cyrba algerina
- Euophrys rufibarbis
- Evarcha jucunda
- Hasarius adansoni
- Heliophanus tribulosus
- Icius congener
- Icius hamatus
- Menemerus fagei
- Menemerus semilimbatus
- Menemerus taeniatus
- Neaetha membrosa
- Phlegra bresnieri
- Phlegra fasciata
- Plexippus paykulli
- Pseudeuophrys vafra
- Salticus mutabilis
- Salticus unciger
- Talavera petrensis

### Rozsnuwaczowate(Scytodidae)
Z Malty wykazano:
- Scytodes bertheloti
- Scytodes thoracica
- Scytodes velutina

### Czyhakowate(Segestriidae)
Z Malty wykazano:
- Segestria senoculata – czyhak sześciooki

### Sicariidae
Z Malty wykazano:
- Loxosceles rufescens

### Spachaczowate(Sparassidae)
Z Malty wykazano:
- Cebrennus wagae
- Micrommata ligurina

### Kwadratnikowate(Tetragnathidae)
Z Malty wykazano:
- Metellina merianae – czaik jaskiniowy
- Tetragnatha intermedia

### Omatnikowate(Theridiidae)
Z Malty wykazano:

- Argyrodes argyrodes
- Dipoenata cana
- Enoplognatha diversa
- Enoplognatha franzi
- Enoplognatha macrochelis
- Enoplognatha mandibularis
- Episinus algiricus
- Euryopis episinoides
- Kochiura aulica
- Neottiura uncinata
- Nesticodes rufipes
- Parasteatoda tepidariorum
- Simitidion simile
- Steatoda grossa – fałszywa czarna wdowa
- Steatoda paykulliana
- Steatoda triangulosa
- Theridion mystaceum
- Theridion pinastri

### Ukośnikowate(Thomisidae)
Z Malty wykazano:
- Bassaniodes bufo
- Bassaniodes caperatus
- Bassaniodes cribratus
- Monaeses paradoxus
- Ozyptila brevipes
- Runcinia grammica
- Synema globosum
- Thomisus onustus
- Xysticus nubilus

### Podkamieniakowate(Titanoecidae)
Z Malty wykazano:
- Nurscia albomaculata

### Koliściakowate(Uloboridae)
Z Malty wykazano:
- Uloborus plumipes
- Uloborus walckenaerius

### Lenikowate(Zodariidae)
Z Malty wykazano:
- Zodarion elegans
- Zodarion emarginatum
- Zodarion nigriceps

### Zoropsidae
Z Malty wykazano:
- Zoropsis spinimana